# 두샤사나

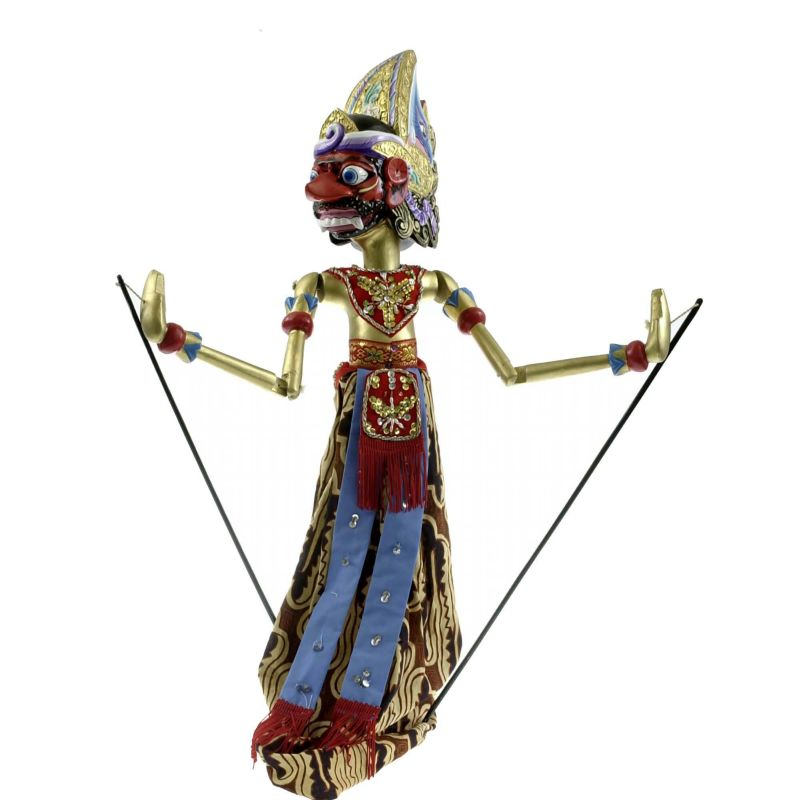
인도네시아 인형극의 두샤사나.

두샤사나(산스크리트어: दुःशासन)는 힌두 서사시 마하바라타의 등장인물로, 드리타라슈트라 왕과 간드하리 비 사이에 태어난 백여 명의 카우라바 형제들 중 차남이다.
간드하리 비가 임신을 했는데, 임신 기간이 비정상적으로 길어졌다. 동서 쿤티 비(판두 왕의 아내)가 이미 판다바 5형제 중 세 명을 낳은 상태였기에 간드하리는 이러한 신세를 질투 비관하여 자기 자궁을 마구 가격했다. 그러자 회색의 단단한 공 모양 살덩어리가 자궁에서 굴러나왔다. 이것을 본 간드하리는 충격을 받았고, 과거 그녀에게 아들을 백 명은 낳을 것이라 예언했었던 현자 브야사를 불렀다. 브야사는 살덩어리를 똑같은 크기의 조각 100개로 토막쳐서 버터 솥 속에 넣고 끓인 뒤 땅 속에 묻어 1년간 봉했다. 1년 뒤 첫 번째 솥에서 두르요다나가 태어났고 두 번째 솥에서 두샤사나가 태어났다.
두샤사나는 큰형 두르요다나의 심복으로, 샤쿠니와 함께 여러 차례에 걸쳐 경쟁자인 판다바 형제들을 살해할 음모를 꾸몄다.
판다바가 샤쿠니와 주사위 놀음을 했는데, 샤쿠니의 주사위는 축복을 받은 주사위라 판다바들은 연전연패했다. 사기도박의 결과 판다바들은 그들의 공동의 아내 드라우파디의 신상마지 잃게 되었다. 이에 두샤사나가 드라우파디의 머리끄댕이를 잡고 끌고 나가 그녀를 범하려 했다. 드라우파디는 크리슈나에게 빌었고, 크리슈나는 그녀가 입은 사리의 길이를 무한하게 늘려 주었다. 그러자 두샤사나는 드라우파디의 옷을 벗길 수 없게 되었고 자연히 그녀를 범하지 못했다. 그러나 머리채를 잡혀 끌려나간 모욕을 당한 드라우파디는 두샤사나의 피로 머리를 감기 전까지는 머리를 묶지 않겠다고 맹세했다.
이후 쿠루크셰트라 전쟁 제17일에 두샤사나는 브히마와 싸워 져서 죽임을 당했다. 브히마는 두샤사나의 가슴을 찢어 열어서 그 피를 일부는 들이키고 일부는 받아다 판다바 진영으로 가지고 가서 드라우파디가 그 피로 머리를 감도록 했다. 두샤사나의 처참한 죽음은 두르요다나를 크게 동요시켰고, 브히마의 광기에 찬 싸움(어찌나 지독했던지 양측 모두 브히마를 나찰이라 불렀다)을 지켜본 카우라바측 군대 전체의 사기도 크게 떨어졌다.